# 히고교
히고 교(일본어: 肥後橋 히고바시[*])는 오사카시 니시구 도사보리 1쵸메와 오사카시 기타구 나카노시마 2쵸메를 잇는, 구 요도가와강(도사보리강)에 있는 다리이다.
다리의 주변 일대의 지역을 가리키는 지명으로써 사용되고 있으며, 오히려 지명을 가리키는 쪽이 더 많다. 이 일대는 고층 빌딩이 많아 오사카에서 유명한 오피스 거리가 되었다. 또한 오피스 직장인이 점심식사를 하기 위한 음식점도 많이 있다. 오사카시 고속 전기궤도 요쓰바시선이 히고 교의 지하를 통과하고 있으며, 다리의 남쪽에는 가장 가까운 역인 히고바시역이 있다.

## 다리 개요
- 완성：1966년
- 다리 길이：44.7m
- 폭：29m
- 형식：강상판 도리

## 연혁
'히고 교'의 이름은 에도 시대 다리 북쪽의 나카노시마에 히고 구마모토번의 구라야시키가 있던 곳에서 유래했다. 구마모토 번의 구라야시키는 겐로쿠 시기에 나카노시마 서부의 엣추 교 북쪽으로 이전하였지만 다리 이름은 그대로 남아있다.
1926년 제1차 도시 계획 사업에 의해 중앙부 경간 27.0m의 강철 아치, 양측에 교대(橋臺) 겸용의 콘크리트 아치의 다리가 완성 디자인 양식은 스패니시(에스파냐 풍) 르네상스식이라 불린다.
1966년에는, 오사카시 고속 전기궤도 요쓰바시선의 건설에 의해 교체되었고, 1994년에 다리면과 난간 부분의 개조도 행해졌다.

## 주변 시설
- 오사카 메트로 히고바시역
- 다이도 생명보험본사
- 스미토모 마을
- 페스티벌 홀
- 리가 그랜드 호텔
- 아사히 신문 오사카 본사
- 신 아사히 빌딩
- 스미토모 나카노시마 빌딩
- 나카노시마 미쓰이 빌딩